# لیدیا چاکریان
لیدیا چاکریان ( انگلیسی: Lidya Tchakerian؛ زادهٔ ۱۹۵۹) نقاش ارمنی‌تبار اهل لبنان است.

## زندگی‌نامه
وی در ۱۹۵۹ در بیروت به دنیا آمد و از آکادمی هنرهای زیبای لبنان فارغ‌التحصیل گشت.  استودیویی وی در سانتا کلاریتا، شهرستان لس آنجلس، کالیفرنیا واقع شده است.

## نمایشگاه‌ها
- ۱۹۹۲، نمایشگاه بین‌المللی Salon D'automne، پاریس
- ۲۰۰۳، کالیفرنیا
- ۲۰۰۴، فلوریدا، تگزاس، کالیفرنیا
- ۲۰۰۵، چین، نیویورک
- ۲۰۰۶، فرانسه، آلمان
- ۲۰۰۹، فرانسه
- ۲۰۱۰، رود آیلند